# Presidente municipal de Boca del Río
El presidente municipal de Boca del Río es el titular del poder ejecutivo del municipio de Boca del Río y sus regidurías. Es además quién preside el Ayuntamiento de Boca del Río o también denominado primer edil. El mandato actual dura 4 años.

## Naturaleza jurídica
La naturaleza jurídica del presidente municipal se encuentra en el artículo 115 de la Constitución Política de los Estados Unidos Mexicanos, que establece, en su fracción I: 

"...Cada Municipio será gobernado por un Ayuntamiento de elección popular directa, integrado por un Presidente Municipal y el número de regidores y síndicos que la ley determine. La competencia que esta Constitución otorga al gobierno municipal se ejercerá por el Ayuntamiento de manera exclusiva y no habrá autoridad intermedia alguna entre este y el gobierno del Estado.

La Constitución Política del Estado de Veracruz, en su artículo 68 establece: 

Cada municipio será gobernado por un Ayuntamiento de elección popular, libre, directa y secreta, integrado por un presidente, un síndico y los demás ediles que determine el Congreso, y no habrá autoridad intermedia entre éste y el Gobierno del Estado. Sólo los ayuntamientos, o en su caso, los concejos municipales, podrán ejercer las facultades que esta Constitución les confiere

## Requisitos para acceder al cargo
Los requisitos para ser presidente municipal de Boca del Río  o primer edil vienen contemplados en el artículo 69 de la Constitución Política del Estado de Veracruz.

I. Ser ciudadano veracruzano en pleno ejercicio de sus derechos, originario del municipio o con residencia efectiva en su territorio no menor de tres años anteriores al día de la elección;

II. No pertenecer al estado eclesiástico, ni ser ministro de algún culto religioso, a menos que se separe conforme a lo establecido en la Constitución Federal y la ley de la materia;
III. No ser servidor público en ejercicio de autoridad, en los últimos sesenta días anteriores al día de la elección ordinaria, o a partir del quinto día posterior a la publicación de la convocatoria para la elección extraordinaria; y

IV. Saber leer y escribir y no tener antecedentes penales por la comisión de delitos realizados con dolo, excepto aquellos en los que se hayan concedido los beneficios de conmutación o suspensión condicional de la sanción.

## Titulares

### sigloXXI
| Presidente Municipal | Presidente Municipal     | Presidente Municipal                       | Partido | Período                                       |
| -------------------- | ------------------------ | ------------------------------------------ | ------- | --------------------------------------------- |
|                      |                          | Humberto Alonso Morelli                    |         | 1 de enero de 2018 - 31 de diciembre de 2021  |
|                      | Archivo:MAYN en 2018.jpg | Miguel Ángel Yunes Márquez                 |         | 1 de enero de 2014 - 31 de diciembre de 2017  |
|                      |                          | Anselmo Estandía Colom Interino            |         | 13 de marzo de 2013 - 31 de diciembre de 2013 |
|                      |                          | Salvador Manzur Díaz                       |         | 1 de enero de 2011 - 13 de marzo de 2013      |
|                      | Archivo:MAYN en 2018.jpg | Miguel Ángel Yunes Márquez                 |         | 1 de enero de 2007 - 31 de diciembre de 2010  |
|                      |                          | Francisco José Gutiérrez de Velasco Urtaza |         | 1 de enero de 2005 - 31 de diciembre de 2007  |
|                      |                          | Adrián Sigfrido Ávila Estrada              |         | 1 de enero de 2001 - 31 de diciembre de 2004  |
|                      |                          | Rafaela Montalvo Jiménez Interino          |         | 2000 - 31 de diciembre de 2000                |
|                      |                          | Carlos Escalante Igual Interino            |         | 2000 - 2000                                   |
|                      |                          | Ángel Deschamps Falcón                     |         | 1 de enero de 1997 - 2000                     |